# Авігу Бен-Нун
Авігу Бен-Нун (івр. אביהו בן - נון; нар. 24 грудня 1939, Гіват-Ада) — ізраїльський військовик, одинадцятий командувач Військово-повітряних сил Ізраїлю (від вересня 1987 року до січня 1992 року).

## Біографія
У 1957 році вступив на льотні курси ВПС Ізраїлю. Почав службу інструктором в льотній школі, а в 1963 році стає пілотом Міражу 3. 
Під час Шестиденної війни був призначений заступником 116-ї ескадрильї.
У 1969 році очолював 69-у ескадрилью, пілотував літак Фантом. Брав участь у повітряному бою ізраїльських ВПС проти підрозділів СРСР, розміщених в Єгипті, що відбувся 30 липня 1970 року в ході Війни на виснаження, в результаті якого п'ять радянських винищувачів МіГ-21 були збиті ізраїльськими винищувачами F-4 Phantom і Mirage III. Після бою радянське військове командування заборонило радянським пілотам вступати у бій з ізраїльськими винищувачами.
З 1977 по 1982 роки очолював бази ВВС Хацор і Тель-Ноф. 
У 1985 році призначений головою відділу стратегічного планування в Генеральному штабі ЦАХАЛ. 
З вересня 1987 по січень 1992 року очолював ВВС Ізраїлю.
За час служби здійснив 455 бойових вильотів, збив 4 ворожих літаки і набрав майже 5000 льотних годин.
Одружений, батько п'ятьох дітей. Проживає в мошаві Шедма.

## Дивись
- Операція «Рімон 20»